# Quintet per a piano (Xostakóvitx)
El Quintet per a piano en sol menor, op. 57 de Dmitri Xostakóvitx és una de les seves obres de cambra més conegudes. Com la majoria dels quintets de piano, està escrit per a piano i quartet de corda (dos violins, viola i violoncel). Xostakóvitx va començar a treballar en la peça l'estiu de 1940 i la va completar el 14 de setembre. Va ser escrit per al Quartet Beethoven, com la majoria dels seus quartets de corda, i va ser estrenat pel Quartet Beethoven (Dmitri Tsiganov, Vassili Xirinski, Vadim Borissovski, Serguei Xirinski) i el mateix compositor al piano el 23 de novembre de 1940 al Conservatori de Moscou, amb un gran èxit. El 1941 va rebre el Premi Stalin, la més alta condecoració atorgada en aquest moment als artistes més elitistes del país.

## Origen i context
Xostakóvitx va mostrar una precaució considerable abans d'abordar altres composicions diferents de les simfonies. Va ser l'any 1940, amb sis simfonies al seu nom, que van aparèixer el Primer Quartet de corda (estrenat el 1948 també pel Quartet Beethoven) i el Quintet per a piano, amb les seves personalitats marcadament diferents. En aquesta època era professor de composició al Conservatori de Leningrad. La Segona Guerra Mundial ja havia esclatat, però el pacte de no-agressió entre la Unió Soviètica de Stalin i l'Alemanya de Hitler encara seguia en peu.
L'estímul per escriure el seu Quintet per a piano va venir dels músics del Quartet Beethoven, que li havien demanat una obra que poguessin tocar tots junts. Xostakóvitx va acceptar compondre en una fórmula que planteja enormes problemes d'equilibri i textura, i que fins i tot els compositors més assidus de la música de cambra del segle XX han tendit a ignorar.
Després del toc d'atenció que va rebre amb Lady Macbeth, Xostakóvitx va haver de posar en un calaix l'alta dissonància que es troba a la Quarta Simfonia i es va haver de decantar pel llenguatge harmònic més senzill de la Cinquena, i pel primer Quartet i el Quintet. Aquests mateixos anys van veure que la situació internacional es va deteriorar ràpidament i en el moment de la Sisena Simfonia (1939) la guerra havia engolit la major part d'Europa. Al costat de l'atmosfera fosca i melancòlica del primer moviment de la Sisena, el Quintet per a piano aporta una nota de serenitat.

## Estructura
L'obra consta de cinc moviments amb una durada aproximada de 29 minuts:
1. Prelude (Lento – Poco più mosso – Lento)
2. Fugue (Adagio)
3. Scherzo (Allegretto)
4. Intermezzo (Lento)
5. Finale (Allegretto)